# Fallout (TV-serija)
Fallout (slovensko: radioaktivne padavine oz. radioaktivni prah) je ameriška postapokaliptična akcijsko-dramska TV-serija, ki sta jo leta 2024 razvila Graham Wagner in Geneva Robertson-Dworet za pretočni servis Amazon Prime Video. Posneta je po istoimenski seriji videoiger, ki sta jo ustvarila programerja Tim Cain in Leonard Boyarsky, v glavnih vlogah pa so zaigrali Ella Purnell, Aaron Moten, Kyle MacLachlan, Moisés Arias, Xelia Mendes-Jones in Walton Goggins.
Amazon je odkupil pravice za igrano TV-serijo leta 2020 in julija tistega leta javno napovedal projekt. V produkciji so sodelovali Jonathan Nolan, podjetje Kilter Films Lise Joy in Bethesda Game Studios. Nolan je prve tri epizode tudi režiral. Poleg Nolana in Joy je bil izvršni producent Todd Howard, ki je imel režisersko vlogo pri nekaj videoigrah v seriji.
Serija je doživela premiero 10. aprila 2024 na Amazon Prime Video. Deležna je bila pretežno pozitivnega odziva kritikov in ljubiteljev iger, posebej so bili pohvaljeni elementi, kot so igra (predvsem Purnell, Moten in Goggins), scenarij, vizualna podoba, produkcija in tesno ujemanje z izvirniki; po mnenju mnogih gre za eno najboljših ekranizacij videoiger sploh. Še isti mesec je studio odobril snemanje druge sezone.

## Igralska zasedba

### Glavni liki
- Ella Purnell kot Lucy MacLean, prebivalka Trezorja 33.
  - Luciana VanDette kot mlada Lucy MacLean.
- Aaron Moten kot Maximus, oproda pri Bratovščini jekla
  - Amir Carr kot mladi Maximus
- Kyle MacLachlan[b] kot Hank MacLean, Lucyjin oče in nadzornik Trezorja 33
- Moisés Arias kot Norm MacLean, prebivalec Trezorja 33, Lucyjin brat.
- Xelia Mendes-Jones[b] kot Dane, pisar pri Bratovščini jekla in Maximusov najboljši prijatelj.
- Walton Goggins kot Ghoul / Cooper Howard, pred vojno slavni hollywoodski igralec in Vault-Tecov ambasador, ki je po jedrskih eksplozijah mutiral v nesmrtnega ghoula in se zdaj preživlja kot lovec na glave.

### Stalni stranski liki
- Sarita Choudhury kot Moldaver, vodja vojaškega odseka New California Republic.
- Leslie Uggams kot Betty Pearson, članica upravnega odbora Trezorja 33, kasneje nadzornica.
- Johnny Pemberton kot Thaddeus, oproda pri Bratovščini jekla.
- Zach Cherry kot Woody Thomas, član upravnega odbora Trezorja 33.
- Annabel O'Hagan kot Stephanie Harper, noseča prebivalka Trezorja 33 in Lucyjina najboljša prijateljica.
- Dave Register kot Chet, varuh vrat v Trezor 33 in Lucyjin bratranec.
- Rodrigo Luzzi kot Reg McPhee, član upravnega odbora Trezorja 33.
- Leer Leary kot Davey, prebivalec Trezorja 33.
- Elle Vertes kot Rose MacLean, nekdanja prebivalka Trezorja 33, mati Lucy in Norma.
- Teagan Meredith kot Janey Howard, Coopejeva hčer.
- Frances Turner kot Barb Howard, Cooperjeva žena in članica uprave Vault-Teca.

## Zgodba

### Premisa
Dogajanje se odvija v istem svetu kot serija videoiger, prav tako na ozemlju Združenih držav Amerike, vendar dlje v prihodnosti kot sta postavljeni do izida TV-serije najnovejši igri (Fallout 4 in množično večigralska spletna igra Fallout 76).
Prikazuje posledice Velike vojne leta 2077, apokaliptičnega jedrskega spopada med ZDA in Kitajsko v alternativnozgodovinskem scenariju, v katerem je eksploziven razvoj tehnike po drugi svetovni vojni privedel do retrofuturistične družbe in kmalu po tistem do vojne za naravne vire med velesilama. Nekateri Američani so jedrsko opustošenje preživeli več generacij skriti na varnem v velikanskih jedrskih bunkerjih, znanih kot Trezorji, nevedoč, da so to v resnici sociološki in psihološki eksperimenti, ki jih izvaja podjetje Vault-Tec. Več kot 200 let kasneje, leta 2296, mladenka Lucy zapusti svoj dom v Trezorju 33 in se poda v opustošeno pokrajino ruševin Los Angelesa, da bi našla očeta, ki ga je ugrabila plenilska tolpa. Na poti sreča oprodo viteza Bratovščine jekla (Brotherhood of Steel) in legendarnega mutiranega lovca na glave, oba s svojimi skrivnostmi ter agendami.

### Seznam epizod
| Št. | Naslov          | Režiser                           | Scenarij                                | Prvo predvajanje |
| --- | --------------- | --------------------------------- | --------------------------------------- | ---------------- |
| 1 | "The End"       | Jonathan Nolan                    | Geneva Robertson-Dworet & Graham Wagner | 10. april 2024   |
| Leto 2077. Jedrski napad na Los Angeles preseneti igralca Cooperja Howarda in njegovo hčer Janey. 219 let kasneje se Lucy MacLean, prebivalka Trezorja 33, javi za dogovorjeno poroko s prebivalcem Trezorja 32. Podzemni predori povezujejo Trezorje 31, 32 in 33. Kmalu po poroki se izkaže, da so obiskovalci iz Trezorja 32 tolpa roparjev pod vodstvom Lee Moldaver. Ti zajamejo Hanka MacLeana, Lucyjinega očeta in nadzornika Trezorja 33, ter ga odpeljejo s seboj. Lucy se zoperstavi pravilom in odide na površje poiskat očeta. Medtem je Maximus, rekrut pri vojaški organizaciji Bratovščina jekla, povišan v oprodo in dodeljen vitezu Titusu, ki ga spremlja na lov na člana rivalne organizacije Enclave. Drugje več lovcev na glave najde Cooperja, ki ga je sevanje spremenilo v nesmrtno mutirano bitje (»ghoula«), in ga poskusijo pritegniti k lovu na istega člana Enclave, saj je na njegovo glavo razpisana nagrada. Cooper jih namesto tega pobije in se odpravi na lov sam. |                 |                                   |                                         |                  |
| 2 | "The Target"    | Jonathan Nolan                    | Geneva Robertson-Dworet & Graham Wagner | 10. april 2024   |
| V oporišču Enclave dr. Siggi Wilzig razvije skrivnostno modro napravo, ki si jo vbrizga v vrat. Nato pobegne iz oporišča s svojim poskusno mutiranim psom, CX404. Lucy najde Wilziga v puščavi, ta jo poskuša prepričati, naj se vrne v Trezor. Maximus in Titus med iskanjem naletita na jamo, kjer ju napade velikanski mutiran medved. Titus je ranjen, ker pa je grdo delal z Maximusom, ga ta pusti umreti in vzame njegov robotski oklep. Lucy spet naleti na Wilziga v mestecu Filly, kjer ta poskuša dobiti spremstvo do kraja, kjer se skriva Moldaver. Cooper jih napade, ravno takrat pa prispe Maximus, ki ga zamoti tako dolgo, da Lucy in Wilzig uideta iz mesta. CX404 je v spopadu ranjen, toda Cooper ga ozdravi in ga uporabi kot slednega psa za iskanje Wilziga. Tudi Wilzig je bil ranjen, zato zaužije cianid in naroči Lucy, naj dostavi njegovo glavo Moldaver v zameno za Hanka. |                 |                                   |                                         |                  |
| 3 | "The Head"      | Jonathan Nolan                    | Geneva Robertson-Dworet & Graham Wagner | 10. april 2024   |
| Maximus prevzame Titusovo identiteto in od Bratovščine dobi novega oprodo Thaddeusa, ki ga je maltretiral, ko sta bila oba še rekruta. Lucy napade orjaški mutiran aksolotl (»goltač«), ki pogoltne Wilzigovo glavo. Prispe Cooper s CX404 in uporabi Lucy kot vabo, s katero bi privabil goltača, toda v spopadu z njim je uničena zaloga kemikalij, ki ga držijo pri življenju. Pusti CX404 in odide z Lucy kot ujetnico. Po njihovih sledovih prideta Maximus in Thaddeus ter premagata goltača, pridobita glavo in vzameta še CX404 s seboj. Lucyjin brat Norm v Trezorju 33 poskuša prepričati upravni odbor, da usmrti zajete člane tolpe, a je zavrnjen. Prizor iz preteklosti pokaže, kako je Cooper po posredovanju žene, članice uprave podjetja Vault-Tec, postal govornik podjetja. |                 |                                   |                                         |                  |
| 4 | "The Ghouls"    | Daniel Gray Longino               | Kieran Fitzgerald                       | 10. april 2024   |
| Norm postane sumničav po pogovoru z enim od zajetih članov tolpe. Z bratrancem Chetom raziščeta Trezor 32 in odkrijeta, da so vsi njegovi prebivalci umrli že pred dvema letoma zaradi notranjih spopadov ter da je nekdo uporabil prenosni računalnik njegove pokojne matere Rose, da je spustil tolpo v trezor. Cooper naleti na svojega prijatelja Rogerja, prav tako ghoula, ki je zaradi pomanjkanja zdravil tik na tem, da podivja. Ubije Rogerja in ga poje vpričo Lucy. Nato jo odpelje v opuščen supermarket, kjer prebiva tolpa, ki trguje z organi. Lucy zamenja za zalogo kemikalij, ki jih rabi, toda pred zaključkom transakcije se zgrudi. Preprodajalci se jo namenijo razrezati za organe, toda ona se reši in izpusti divje ghoule, ki jih imajo v ujetništvu. Ghouli jih vse napadejo, zato je prisiljena prvič ubijati. Umrejo vsi razen nje, nakar odide, še prej pa pusti Cooperju kemikalije, ki jih ta rabi. |                 |                                   |                                         |                  |
| 5 | "The Past"      | Clare Kilner                      | Carson Mell                             | 10. april 2024   |
| Maximus razkrije svojo pravo identiteto Thaddeusu. Ta je zgrožen, zato onesposobi Maximusov oklep in odide z Wilzigovo glavo ter CX404. Lucy najde Maximusa, nakar se združita v iskanju glave. Naletita na Shady Sands, nekoč bujno povojno mesto, prestolnico New California Republic (NCR) in Maximusov dom. V opuščenem Vault-Tecovem poslopju je Maximus ranjen med iskanjem medicinskih pripomočkov, nakar oba padeta v Trezor 4. V Trezorju 33 je predsednica odbora Betty Pearson z veliko večino glasov izvoljena za novo nadzornico. Norm sheka osrednji računalnik trezorja in odkrije, da so vsi nadzorniki Trezorja 33 in 32 prišli iz Trezorja 31, vključno z njegovim očetom. Betty odredi, naj izbrani prebivalci Trezorja 33 ponovno naselijo Trezor 32, ko bodo odstranili trupla. |                 |                                   |                                         |                  |
| 6 | "The Trap"      | Frederick E.O. Toye               | Karey Dornetto                          | 10. april 2024   |
| Lucy in Maximus spoznata Birdie iz Shady Sands in Bena, nadzornika Trezora 4. Razložita, da se je Trezor 4 odprl in sprejel begunce iz Shady Sands in okolice, ki je bila uničena v povojni eksploziji. Maximus se počasi privaja na udobno življenje v Trezorju, Lucy pa prisostvuje ekscentričnemu ritualu skupine, ki časti Moldaver kot »ognjeno mater«, in je zgrožena. Howard se zbudi, ko ga najde oborožen odred lokalnega šerifa in ga aretira za njegove stare zločine. Zamoti jih tako dolgo, da spet pride k sebi, in jih pobije. Lucy je medtem prepričana, da ima Trezor 4 skrivnost, zato gre v prepovedano 12. nadstropje in preden jo ujamejo, odkrije poskuse na ljudeh. Razložijo ji, da so se prebivalci trezorja uprli tem znanstvenikom in da zdaj živijo v miru. V predvojnem prizoru Cooperja muči ženina vloga v Vault-Tecu. Povabijo ga na skrivno srečanje o zaroti v Vault-Tecu, ki ga vodi mlada Moldaver. |                 |                                   |                                         |                  |
| 7 | "The Radio"     | Frederick E.O. Toye, Clare Kilner | Chaz Hawkins                            | 10. april 2024   |
| Prebivalci Trezorja 4 izženejo Lucy, po kratkem konfliktu z njimi se ji pridruži tudi Maximus. Lucy ga povabi, naj pride živet z njo v Trezor 33. Thaddeus zapusti CX404 in stopi v stik z Bratovščino. Lucy in Maximus ga dohitita in odkrijeta, da se zaradi prevare nekega trgovca spreminja v ghoula. Bratovščina bi ga takega usmrtila, zato jima prepusti glavo. Lucy nadaljuje sama, medtem pa Maximus ostane zadaj, da bi zamotil Bratovščino. Norm medtem vlomi v Trezor 31. Cooperju, ki je odkril Moldaverino skrivališče, se spet pridruži CX404, zdaj poimenovan Dogmeat. Leta 2077 mlada Moldaver spozna, da je konglomerat za Vault-Tecom, ki mu koristi vojna, ukinil njene raziskave hladne fuzije, čeprav bi neomejen vir energije preprečil konflikt s Kitajsko nad zalogami nafte. Howarda prepriča, da vohuni za ženo in snema njene sestanke z upravnim odborom podjetja. |                 |                                   |                                         |                  |
| 8 | "The Beginning" | Wayne Yip                         | Gursimran Sandhu                        | 10. april 2024   |
| Lucy in Norm vsak zase izvesta resnico o vojni, Cooper pa se prepusti spominom na dogodke. Pred vojno Cooper prisluškuje pogovoru žene s sodelavcem Budom Askinsom in zgrožen izve, da izvajata Vault-Tecov načrt sprožiti jedrsko vojno, ki bi odstranila konkurenco. Sreča tudi mlada Betty in Hanka. Norm odkrije, da Trezor 31 hrani kriogensko ohranjene mlajše člane uprave Vault-Teca, nad katerimi bdi Bud v obliki kiborga na kolesih. Lucy preda glavo Moldaver, ki iz vratu potegne čip za fuzijski reaktor. Pove, da je Rose pred leti ušla iz Trezorja 33 s svojimi otroci. Hank jo je izsledil in ukazal jedrsko bombardiranje Shady Sands, zaradi česar se je spremenila v divjega ghoula, ki ga ima Moldaver pri sebi. Maximus dobi odpustek Bratovščine in se pridruži boju proti Moldaverinim silam. Lucy prepriča Hanka, ki ga ima Moldaver v kletki, da pove kodo za aktivacijo fuzijskega reaktorja. Maximus ga osvobodi, vendar ga napade, ko izve, da je odgovoren za uničenje Shady Sandsa. Tudi Lucy se mu odpove. Cooper verjame, da je njegova družina morda še živa, Lucy povabi, da se pridruži njemu in Dogmeatu v iskanju vodstva Vault-Teca. Lucy ubije Rose in odide z njim. Moldaver aktivira reaktor in ponovno vzpostavi elektriko za Los Angeles, nato pa podleže ranam. Bratovščina misli, da je za njeno smrt odgovoren Maximus, zato je ta povišan v viteza. Hank uide proti ruševinam Novega Vegasa. |                 |                                   |                                         |                  |

## Produkcija

### Razvoj
Vse od izida igre Fallout 3 je več studiev stopilo v stik z Bethesdo s predlogi za ekranizacijo, vendar je Todd Howard presodil, da se noben od njih ne sklada z vizijo serije. Izvršni v marketingu Peter Hines je uporabil film Doom kot svarilo, koliko škode lahko naredi slaba priredba. Prepričal jih je šele Jonathan Nolan, sam navdušen igralec serije. Na Todda Howarda je naredila vtis že Nolanova serija Westworld, tako da je Nolan dobil svobodo pri sestavi zgodbe, ki se je morala skladati s svetom videoiger, vendar ne tako, da bi le prenesel zgodbo ene od obstoječih iger v scenarij.
Televizijsko priredbo so uradno napovedali julija 2020 pod okriljem Amazon Studios (kasneje preimenovan v Amazon MGM Studios) z Nolanom in Liso Joy kot glavnima razvijalcema. Januarja 2022 sta bila priključena Geneva Robertson-Dworet in Graham Wagner kot kreativna producenta (showrunnerja), Nolan pa je prevzel vlogo režiserja pilotne epizode.
Skladno z dogovorom je Nolan ustvaril izvirno zgodbo, ki se umešča v svet Fallouta in subtilno gradi ozadje iger. Postavitev v leto 2296 je dlje v prihodnosti kot katerakoli od obstoječih iger.

### Snemanje
Glavna fotografija (snemanje) se je pričela 5. julija 2022 v New Jerseyju, New Yorku in Utahu. Prizore opustošene kalifornijske pokrajine so snemali tudi v opuščenem mestu Kolmanskop in na zloglasni Obali okostij v Namibiji, kjer se puščava Namib sreča z južnim Atlantikom. Zaradi zahrbtnih tokov je obala posejana s starejšimi in novejšimi ladijskimi razbitinami; nekaj prizorov so denimo posneli na razbitini nemške ladje Eduard Bohlen. Nolan je režiral prve tri epizode serije ob pomoči kinematografov Stuarta Dryburgha in Teodora Maniacija.
Po načrtih naj bi se snemanje druge sezone začelo septembra 2024 v Los Angelesu in Torontu, v prvem tudi zato, ker je kalifornijska vlada ponudila studiu 25-milijonsko davčno olajšavo.

### Glasba
Orkestralno glasbeno podlago je zložil Ramin Djawadi po navdihu izvirne kompozicije Inona Zura za serijo videoiger. Tako kot videoigre vsebuje tudi skladbe izvajalcev iz 1930., 1940. in 1950. let, kar se sklada z domišljijskim svetom Fallouta, v katerem je kulturni razvoj po drugi svetovni vojni zastal.
Amazon je aprila 2024 izdal prvi album glasbe iz serije.

### Post-produkcija
Glavni nadzornik vizualnih učinkov Jay Worth je z Nolanom in Joy sodeloval že pri serijah Lov na osumljenca, Westworld in The Peripheral ter filmu Potovanje skozi spomine. Na prizorišču snemanja je nadziral delo z vizualnimi učinki Grant Everett, ki je pritegnil več specializiranih studiev: studio Framestore iz Montreala je delal na pošastih, nemški RISE FX na prizorih letalnikov in robotskih oklepov ter švedski Important Looking Pirates na enookem nadzorniku Trezorja 4 in kirurškem robotu v četrti epizodi. Poleg tega so sodelovali še indijski FutureWorks (nosovi ghoulov) in Refuge, CoSA, Mavericks, One of Us, Studio 8 ter Deep Water FX pri 3300 ostalih posnetkih z vizualnimi učinki v prvi sezoni.

## Izid in odziv
Serija naj bi po načrtih izšla 12. aprila 2024 na spletni storitvi Amazon Prime Video, a so v začetku meseca izid premaknili za dva dni naprej. Vseh osem epizod prve sezone je izšlo hkrati.

### Gledalci
Sodeč po izjavah Amazona je Fallout pritegnil 65 milijonov ogledov v prvih 16 dneh, kar je bil drugi najboljši rezultat v zgodovini platforme. Uspeh serije se je odrazil tudi v ponovnem povečanju zanimanja za videoigre, na katerih temelji, vključno s prvim delom iz leta 1997, ki je kljub starosti beležil rekorden skok v številu igralcev na digitalni trgovini Steam. Na podlagi rezultatov je Amazon Prime Video že 18. aprila odobril snemanje druge sezone.

### Kritiški odziv
Serija je prejela tudi pozitiven odziv kritikov; sodeč po spletišču Rotten Tomatoes, ki zbira in povpreči ocene recenzentov, ima 94 % pozitivnih ocen in povprečno oceno 8/10. Sodeč po podobnem spletišču Metacritic ima povprečno oceno 73/100 na podlagi 33 recenzij, kar nakazuje na »pretežno pozitivne ocene«.
Recenzenti, kot sta Kristen Baldwin za Entertainment Weekly in Zaki Hasan San Francisco Chronicle, so se strinjali, da je serija zanimiva tudi sama po sebi in dobro izkoristi ozadje za umeščanje izvirne zgodbe. Več jih je izrazilo tudi mnenje, da gre za eno najboljših ekranizacij videoiger sploh, področje, na katerem je bilo v preteklosti storjenih več vidnih napak, zaradi česar se je priredb videoiger oprijel slab sloves. V tem pogledu so TV-serijo Fallout primerjali s prav tako uspešno serijo The Last of Us (po istoimenski videoigri), čeprav ima drugačno pripovedno strukturo.
Tudi Tim Cain jo je v videoposnetku na YouTube pohvalil kot serijo, ki ujame razpoloženje izvirnikov, in branil priredbo pred obtožbami nekaterih ljubiteljev videoiger, da se ne ujema povsem z zgodbo izvirnika.

### Nagrade
Na podelitvah nagrad emmy tega leta je bila serija Fallout nominirana v 16 kategorijah za večerni program (primetime), vključno z glavno nagrado za izjemno dramsko serijo, ustvarjalci pa so nato zanjo prejeli enega emmyja, za izjemen nadzor glasbe (Outstanding Music Supervision) v epizodi »The End«. Dodatno nagrado so prejeli za izjemen program v občilih v vzponu (Outstanding Emerging Media Program), konkretno za interaktivno spletišče Vault 33 z večpredstavnostnimi vsebinami iz serije.